# The Year of "Yes"
The Year of "Yes" es la reedición del sexto EP Yes or Yes, del grupo surcoreano Twice. Fue lanzado el 12 de diciembre de 2018 por JYP Entertainment. La reedición contiene todas las canciones de Yes or Yes, junto a dos nuevas canciones: «The Best Thing I Ever Did» y la versión coreana de «Be as One», canción del primer álbum japonés del grupo BDZ.

## Antecedentes
Twice anunció el lanzamiento de un próximo álbum especial el 3 de diciembre de 2018, revelando que su título será The Year of “Yes” junto con su canción principal, «The Best Thing I Ever Did», cuyo lanzamiento está previsto para el 12 de diciembre. Los avances fotográficos del álbum especial se cargaron en las cuentas de redes sociales el mismo día. El 4 de diciembre se cargaron fotos teaser individuales con Nayeon, Jeongyeon y Momo, junto con la lista de canciones de The Year of “Yes”, revelando que J.Y. Park y Park Ji-min habían colaborado para escribir y componer la canción principal del álbum. También se anunció que el álbum incluiría la versión coreana de «Be As One» del álbum japonés del grupo BDZ, lanzado anteriormente. El 5 de diciembre, el grupo reveló fotos teaser individuales con Sana, Jihyo y Mina. El 6 de diciembre, se lanzó la última serie de fotografías teaser individuales con Dahyun, Chaeyoung y Tzuyu. Se cargaron fotos teaser grupales adicionales el 7 de diciembre.
El 8 de diciembre, Twice subió su primer teaser para el video musical de «The Best Thing I Ever Did». Se subió un segundo adelanto al día siguiente. El grupo lanzó una vista previa de audio de la canción principal del álbum el 10 de diciembre. El 11 de diciembre se subió un adelanto de las canciones del álbum que incluía fragmentos de «The Best Thing I Ever Did» y la versión coreana de «Be As One».
The Year of “Yes”, junto con su canción principal, fue lanzado oficialmente el 12 de diciembre a las 6 p. m. (KST).

## Lista de canciones
| N.º   | Título                                                                | Letras                                                  | Música | Arreglos                    | Duración |  |
| 1.    | «The Best Thing I Ever Did» (올해 제일 잘한 일; Olhae Jeil Jalhan Il) | J.Y. Park "The Asiansoul" Park Ji-min Jinri (Full8loom) | J.Y. Park Park Ji-min Jinri (Full8loom) Glory Face (Full8loom) Sophia Pae Lee Woo-min "collapsedone" Justin Reinstein | J.Y. Park Lee Hae-sol       | 3:30     |  |
| 2.    | «Be As One» (Version coreana)                                         | Lee Ha-jin Choi Hyun-jun Kim Seung-soo Risa Horie       | Choi Hyun-jun Kim Seung-soo                                                                                           | Choi Hyun-jun Kim Seung-soo | 3:47     |  |
| 3.    | «Yes or Yes»                                                          | Shim Eun-ji                                             | David Amber Andy Love                                                                                                 | David Amber                 | 3.57     |  |
| 4.    | «Say You Love Me»                                                     | Sophia Pae Secret Weapon                                | Sophia Pae Secret Weapon                                                                                              | Secret Weapon               | 3:32     |  |
| 5.    | «Lalala»                                                              | Jeongyeon                                               | Albi Albertsson Akina Ingold                                                                                          | Mussashi (A. Albertsson)    | 3:06     |  |
| 6.    | «Young & Wild»                                                        | Chaeyoung Kim Hyun-yoo (Flying Lab)                     | Kim Petras CJ Abraham MXK                                                                                             | MXK                         | 3:01     |  |
| 7.    | «Sunset»                                                              | Jihyo                                                   | Maria Marcus Lisa Desmond Fast Lane Secret Weapon                                                                     | Secret Weapon               | 3:42     |  |
| 8.    | «After Moon»                                                          | Iggy (Oreo) C-no (Oreo) Woong Kim (Oreo)                | Iggy (Oreo) C-no (Oreo) Woong Kim (Oreo)                                                                              | Woong Kim (Oreo)            | 3:23     |  |
| 9.    | «BDZ» (Versión coreana)                                               | J.Y. Park                                               | J.Y. Park | J.Y. Park Lee Hae-sol       | 3:16     |  |
| 31:14 |                                                                       |                                                         | |                             |          |  |

- Datos: Q59417914